# Čimice
Čimice – część Pragi. W 2008 zamieszkiwało ją 7290 mieszkańców.